# Убель
Убель — деревня в Червенском районе Минской области Республики Беларусь. Относится к Клинокскому сельсовету.

## География
Убель расположена в 40 километрах к юго-востоку-востоку от Минска неподалеку от автомобильной трассы М4 Минск — Могилёв, на берегу реки Волма.
В окрестностях деревни река образует небольшое водохранилище, выполняющее роль подпорного пруда в системе расположенного ниже рыбхоза Волма. К деревне примыкает лес.

## Достопримечательности
- Усадьба Монюшко XIX — начала XX вв[1]

Находилась на противоположном относительно нынешнего расположения деревни Убель берегу р. Волма, до нашего времени не сохранилась. В 1966 году на месте бывшей усадьбы был установлен памятный знак с надписями на русском и польском языках и нотной записью нескольких тактов арии из оперы Монюшко «Галька».

## Вторая мировая война
В апреле 1944 года (по другим сведениям, октябре 1943) д. Убель была почти полностью уничтожена немцами. По воспоминаниям свидетелей, уничтожение проводилось в качестве акции возмездия, путём бомбардировки с воздуха с последующим расстрелом жителей, от которого их спасла атака партизанского отряда, действовавшего в районе. Из 40 домов было разрушено 38.
Воспоминания из книги "В родных местах" (П. Иваненко):
"...Позаботились мы и о населении. Тем, у кого фашисты забрали хлеб, мы дали зерно из своих запасов, а в рыбхозе смонтировали временную мельницу для жителей окрестных деревень. Здесь наше поручение с честью выполнил Андрей Кузьмич Савин. Потом фашисты долго охотились за этим патриотом и однажды, окружив деревню, поймали и зверски замучили."